# اسلام در سنت کیتس و نویس

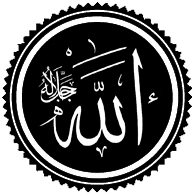
اسلام در سنت کیتس و نویس

بر اساس آمار مؤسسه پیو حدود یک دهم درصد از جمعیت جزیره سنت کیتس و نویس را مسلمانان تشکیل می‌دهند.و دو مسجد و چندین سازمان اسلامی در این جزیره وجود دارد. 